# Туз Валентина Порфирівна
Валенти́на Порфирі́вна Ту́з (* 19 червня 1931, Геронимівка, тепер Черкаський район — † 1993) — українська артистка радянських часів, 1972 — народна артистка УРСР.

## Короткий життєпис
1953 року закінчила Київський інститут театрального мистецтва, педагогом був Амвросій Бучма.
З 1954 року працює в Одеському українському музично-драматичному театрі ім. Жовтневої революції.
Серед виконаних нею ролей:
- Комісар — «Оптимістична трагедія» Вишневського,
- Джейн — «Марія Тюдор» Гюго,
- Тетяна — «У неділю рано зілля копала» за О. Кобилянською,
- Ковшик — «Калиновий гай» Корнійчука,
- Орина — «97» М. Куліша,
- Проня — «За двома зайцями», Старицького,
- Хівря — «Сорочинський ярмарок» Старицького за Гоголем,
- Оксана — «Гайдамаки» за Т. Г. Шевченком.